# Rogatec nad Želimljami
Rogatec nad Želimljami je naselje v Občini Ig.